# Укукит
Укукит — река в Якутии, левый приток реки Оленёк. Протекает по восточной части Северо-Сибирской низменности. Длина реки — 347 км, площадь водосборного бассейна — 5000 км².
В бассейне реки Укукит обнаружены залежи кимберлитовых тел.

## Притоки
Объекты перечислены по порядку от устья к истоку.
- 22 км: река без названия
- 31 км: река без названия
- 36 км: река без названия
- 56 км: река без названия
- 71 км: Бычас
- 77 км: Таангнаах
- 78 км: Чуостаах
- 82 км: Кутугуна
- 122 км: Чуостаах
- 134 км: Кистээх-Юрэхтэр
- 152 км: Хайыргастаах
- 157 км: Курунг
- 161 км: Курунг-Юрэх
- 167 км: река без названия
- 174 км: река без названия
- 189 км: Ыраас-Юрэх
- 190 км: река без названия
- 196 км: Анабы
- 199 км: Анабы
- 209 км: река без названия
- 220 км: река без названия
- 224 км: река без названия
- 251 км: река без названия
- 260 км: река без названия
- 278 км: река без названия
- 285 км: река без названия
- 319 км: река без названия